# Kamionki (województwo wielkopolskie)
Kamionki – wieś w Polsce położona w województwie wielkopolskim, w powiecie poznańskim, w gminie Kórnik.
Od wschodu wieś graniczy z Borówcem od zachodu z gminą Mosina (wieś Daszewice), od północy natomiast sąsiaduje z terenami znajdującymi się w granicach miasta Poznania. We wsi znajduje się czterotorowa dwunapięciowa (2x400 kV i 2x220 kV) linia energetyczna Kromolice–Plewiska o stalowych słupach kratownicowych o wysokości do 72 m i 24 przewodach fazowych.

## Historia
Najstarsza wzmianka o Kamionkach pochodzi z 1296 roku kiedy to biskup poznański Jan przeznaczył dziesięcinę z Kamionek na utrzymanie nowo założonej kolegiaty w pobliskiej Głuszynie. W 1510 zapisywane jako Camyonki należące do Jana i Stanisława Kamieniewskich. W 1637 roku Kamieniewscy sprzedali Kamionki Grudzińskim, a później kupił je Działyński włączając je w skład dóbr kórnickich. W XVIII wieku istniał w Kamionkach gościniec oraz wiatrak. W końcu XVIII wieku znajdowały się tutaj 24 domy zamieszkane przez 135 osób. Pod koniec XIX wieku w Kamionkach mieszkało ok. 500 osób, w większości wyznania ewangelickiego. Z tamtych czasów zachowały się pozostałości XIX-wiecznego cmentarza ewangelickiego oraz kilka starych zabudowań wiejskich. Od roku 1999 nastąpił nieprzerwany rozwój budownictwa jednorodzinnego, powstało kilka osiedli mieszkaniowych.
W latach 1954–1959 wieś należała i była siedzibą władz gromady Kamionki, po jej zniesieniu w gromadzie Kórnik-Północ. 
W 2013 roku powołano parafię w Kamionkach (wydzieloną z parafii głuszyńskiej w Poznaniu), a w 2014 roku ukończono budowę kaplicy św. Matki Teresy z Kalkuty.

## Środowisko przyrodnicze
Kamionki są największym sołectwem gminy Kórnik – 2095 ha, z czego niemal 70% zajmują lasy. Wieś otacza kompleks leśny. W pobliżu wsi przepływają rzeki Kopla i jej dopływy Głuszynka oraz Babinka.

## Edukacja
Żłobki:
- Żłobek „Hocki Klocki”, ul. Porannej Rosy 2

Przedszkola:
- Przedszkole w Kamionkach, ul. Porannej Rosy 2
- Punkt Przedszkolny „Skrzaty”, ul. Lisia 6

Szkoły podstawowe:
- Szkoła Podstawowa w Kamionkach ul. Mieczewska 36

## Komunikacja
Wieś jest skomunikowana z innymi miejscowościami poprzez 4 linie autobusowe prowadzone przez firmę Kombus z Kórnika:
- 511 (Kamionki/Klonowa – Rondo Rataje)

- 512 (Borówiec/Szkoła – Rondo Rataje)

- 527 (Kamionki/Pętla – Starołęka)
- 599 (Szczytniki Pętla – Kórnik Rynek)

Kamionki znajdują się w strefie taryfowej B ZTM Poznań.

## Turystyka
Przez Kamionki przebiega  Szlak turystyczny Osowa Góra – Sulęcinek.
Kościół w Kamionkach jest punktem startowym Drogi Łagodności – jednego z przyrodniczych szlaków pielgrzymkowo-turystycznych Rogalińskie Drogi, utworzonych z okazji 200-lecia kościoła pw. św. Marcelina w Rogalinie. Dla tego szlaku botanik, Zbigniew Celka, napisał broszurę przyrodniczą pt. „Rośliny i człowiek”, o gatunkach towarzyszących człowiekowi i inwazyjnych.